# Visitas presidenciais dos Estados Unidos à América do Sul

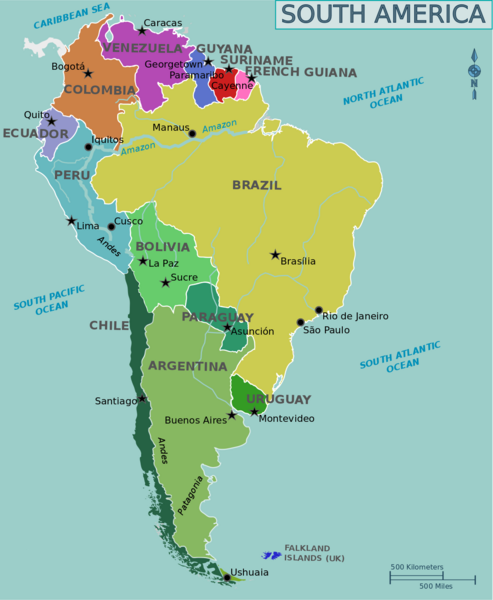
Os países da América do Sul e suas capitais

Onze presidentes dos Estados Unidos e um presidente eleito fizeram visitas presidenciais à América do Sul. A primeira viagem foi feita por Herbert Hoover (como presidente eleito) em 1928. Durante essa viagem, ele fez vinte e cinco discursos em dez países da América Central e América do Sul, quase todos enfatizando seus planos de reduzir a interferência política e militar americana nos assuntos latino-americanos. Em suma, ele prometeu que os Estados Unidos agiriam como um "bom vizinho".
As primeiras visitas oficiais de um presidente em exercício foram as de Franklin D. Roosevelt, e foram um desdobramento das interações diplomáticas dos Aliados durante a Segunda Guerra Mundial. Dos 12 países independentes do continente, todos, exceto Bolívia, Guiana e Paraguai, foram visitados por um presidente americano. O Equador foi visitado apenas por um presidente eleito.

## Tabela de visitas
| Presidente            | Datas                                   | País             | Locais                                 | Detalhes importantes |
| --------------------- | --------------------------------------- | ---------------- | -------------------------------------- | --- |
| Herbert Hoover        | 1º de dezembro de 1928                  | Equador          | Guaiaquil                              | Encontrou-se com o presidente Isidro Ayora. |
| Herbert Hoover        | 5 de dezembro de 1928                   | Peru             | Lima                                   | Encontrou-se com o presidente Augusto B. Leguía. |
| Herbert Hoover        | 8–11 de dezembro de 1928                | Chile            | Antofagasta, Santiago                  | Encontrou-se com o presidente Carlos Ibáñez del Campo. Reuniu-se com diplomatas bolivianos para discutir a disputa em curso entre Tacna e Arica. |
| Herbert Hoover        | 13–15 de dezembro de 1928               | Argentina        | Buenos Aires                           | Encontrou-se com o presidente Hipólito Yrigoyen. Também relatou ao presidente (EUA) Calvin Coolidge, via telégrafo, sobre o sucesso de sua viagem. |
| Herbert Hoover        | 16–18 de dezembro de 1928               | Uruguai          | Montevidéu                             | Encontrou-se com o presidente Juan Campisteguy e discursou no Conselho Nacional de Administração. |
| Herbert Hoover        | 21–23 de dezembro de 1928               | Brasil           | Rio de Janeiro                         | Encontrou-se com o presidente Washington Luís; discursou no Congresso Nacional e no Supremo Tribunal Federal. |
| Franklin D. Roosevelt | 10 de julho de 1934                     | Colômbia         | Cartagena                              | Visita informal a caminho de férias no Havaí. |
| Franklin D. Roosevelt | 27 de novembro de 1936                  | Brasil           | Rio de Janeiro                         | Discursou no Congresso Nacional do Brasil. |
| Franklin D. Roosevelt | 30 de novembro – 2 de dezembro de 1936  | Argentina        | Buenos Aires                           | Participou de sessão da Conferência Interamericana para a Manutenção da Paz. |
| Franklin D. Roosevelt | 3 de dezembro de 1936                   | Uruguai          | Montevidéu                             | Visita oficial. Encontrou-se com o presidente Gabriel Terra. |
| Franklin D. Roosevelt | 12 de janeiro de 1943                   | Brasil           | Belém                                  | Parada para pernoite a caminho de Casablanca. |
| Franklin D. Roosevelt | 28 de janeiro de 1943                   | Brasil           | Natal                                  | Visita informal (após a Conferência de Casablanca); reuniu-se com o presidente Getúlio Vargas. |
| Harry S. Truman       | 1–7 de setembro de 1947                 | Brasil           | Rio de Janeiro                         | Visita de Estado; discursou na Conferência Interamericana para a Manutenção da Paz e Segurança Continental e no Congresso Brasileiro. |
| Dwight D. Eisenhower  | 23–26 de fevereiro de 1960              | Brasil           | Brasília Rio de Janeiro, São Paulo     | Encontrou-se com o presidente Juscelino Kubitschek e discursou no Congresso Nacional. |
| Dwight D. Eisenhower  | 26–29 de fevereiro de 1960              | Argentina        | Buenos Aires, Mar del Plata, Bariloche | Encontrou-se com o presidente Arturo Frondizi. |
| Dwight D. Eisenhower  | 29 de fevereiro – 2 de março de 1960    | Chile            | Santiago                               | Encontrou-se com o presidente Jorge Alessandri. |
| Dwight D. Eisenhower  | 2–3 de março de 1960                    | Uruguai          | Montevidéu                             | Encontrou-se com o presidente Benito Nardone. |
| John F. Kennedy       | 16–17 de dezembro de 1961               | Venezuela        | Caracas                                | Encontrou-se com o presidente Rómulo Betancourt. |
| John F. Kennedy       | 17 de dezembro de 1961                  | Colômbia         | Bogotá                                 | Encontrou-se com o presidente Alberto Lleras Camargo. |
| Lyndon B. Johnson     | 11–14 de abril de 1967                  | Uruguai          | Punta del Este                         | Reunião de Cúpula com Chefes de Estado Latino-Americanos. |
| Lyndon B. Johnson     | 14 de abril de 1967                     | Guiana Holandesa | Paramaribo                             | Parada para reabastecimento no caminho do Uruguai. |
| Jimmy Carter          | 28–29 de março de 1978                  | Venezuela        | Caracas                                | Encontrou-se com o presidente Carlos Andrés Pérez. Discursou no Congresso e assinou acordo de fronteira marítima. |
| Jimmy Carter          | 29–31 de março de 1978                  | Brasil           | Brasília, Rio de Janeiro               | Visita oficial; encontrou-se com o presidente Ernesto Geisel e discursou no Congresso Brasileiro. |
| Ronald Reagan         | 30 de novembro – 3 de dezembro de 1982  | Brasil           | Brasília, São Paulo                    | Visita oficial de trabalho; encontrou-se com o presidente João Figueiredo. |
| Ronald Reagan         | 3 de dezembro de 1982                   | Colômbia         | Bogotá                                 | Visita oficial de trabalho. Encontrou-se com o presidente Belisario Betancur. |
| George H. W. Bush     | 15 de fevereiro de 1990                 | Colômbia         | Cartagena                              | Participou da Reunião de Cúpula sobre o controle do tráfico ilícito de drogas com o presidente Virgilio Barco Vargas, presidente boliviano Jaime Paz Zamora e presidente peruano Alan García.                                                                                                 |
| George H. W. Bush     | 3–4 de dezembro de 1990                 | Brasil           | Brasília                               | Encontrou-se com o presidente Fernando Collor de Mello e discursou em Sessão Conjunta do Congresso Brasileiro. |
| George H. W. Bush     | 4–5 de dezembro de 1990                 | Uruguai          | Montevidéu                             | Encontrou-se com o presidente Luis Alberto Lacalle. Discursou em uma sessão conjunta do Congresso Uruguaio. |
| George H. W. Bush     | 5–6 de dezembro de 1990                 | Argentina        | Buenos Aires                           | Encontrou-se com o presidente Carlos Menem e discursou numa Sessão Conjunta do Congresso da Nação Argentina. |
| George H. W. Bush     | 6–7 de dezembro de 1990                 | Chile            | Santiago                               | Encontrou-se com o presidente Patricio Aylwin e discursou numa Sessão Conjunta do Congresso Nacional do Chile. |
| George H. W. Bush     | 7–8 de dezembro de 1990                 | Venezuela        | Caracas                                | Encontrou-se com o presidente Carlos Andrés Pérez. |
| George H. W. Bush     | 12–13 de junho de 1992                  | Brasil           | Rio de Janeiro                         | Participou da Eco-92 (Cúpula da Terra). |
| Bill Clinton          | 12–13 de outubro de 1997                | Venezuela        | Caracas                                | Encontrou-se com o presidente Rafael Caldera. |
| Bill Clinton          | 13–15 de outubro de 1997                | Brasil           | Brasília, São Paulo, Rio de Janeiro    | Encontrou-se com o presidente Fernando Henrique Cardoso; fez vários discursos públicos |
| Bill Clinton          | 15–18 de outubro de 1997                | Argentina        | Buenos Aires, Bariloche                | Encontrou-se com o presidente Menem; fez vários discursos públicos. |
| Bill Clinton          | 16–19 de abril de 1998                  | Chile            | Santiago                               | Visita de Estado. Participou da 2.ª Cúpula das Américas. |
| Bill Clinton          | 30 de agosto de 1998                    | Colômbia         | Cartagena                              | Encontrou-se com o presidente Andrés Pastrana Arango. |
| George W. Bush        | 23–24 de março de 2002                  | Peru             | Lima                                   | Encontrou-se com os presidentes do Peru, da Colômbia e Bolívia, e com o vice-presidente do Equador. |
| George W. Bush        | 19–22 de novembro de 2004               | Chile            | Santiago                               | Participou da 16.ª Cúpula da APEC. |
| George W. Bush        | 22 de novembro de 2004                  | Colômbia         | Cartagena                              | Encontrou-se com o presidente Álvaro Uribe. |
| George W. Bush        | 3–5 de novembro de 2005                 | Argentina        | Mar del Plata                          | Participou da 4.ª Cúpula das Américas. |
| George W. Bush        | 5–6 de novembro de 2005                 | Brasil           | Brasília                               | Encontrou-se com o presidente Luiz Inácio Lula da Silva. |
| George W. Bush        | 8–9 de março de 2007                    | Brasil           | São Paulo                              | Encontrou-se com o presidente Lula da Silva. |
| George W. Bush        | 9–11 de março de 2007                   | Uruguai          | Montevidéu                             | Encontrou-se com o presidente Tabaré Vázquez. |
| George W. Bush        | 11 de março de 2007                     | Colômbia         | Bogotá                                 | Encontrou-se com o presidente Álvaro Uribe. |
| George W. Bush        | 21–23 de novembro de 2008               | Peru             | Lima                                   | Participou da Reunião de Cúpula da APEC. |
| Barack Obama          | 19–21 de março de 2011                  | Brasil           | Brasília, Rio de Janeiro               | Encontrou-se com a presidente Dilma Rousseff. Para mais informações, consulte: Visita de Barack Obama ao Brasil em 2011. |
| Barack Obama          | 21–22 de março de 2011                  | Chile            | Santiago                               | Encontrou-se com o presidente Sebastián Piñera. |
| Barack Obama          | 13–15 de abril de 2012                  | Colômbia         | Cartagena                              | Participou da 6.ª Cúpula das Américas. Participou de um jantar de líderes no Castelo de San Felipe de Barajas antes da reunião. Anunciou, junto com o presidente Juan Manuel Santos, que o Tratado de Livre-Comércio entre Colômbia e Estados Unidos entraria em vigor em 15 de maio de 2012. |
| Barack Obama          | 23–24 de março de 2016                  | Argentina        | Buenos Aires, Bariloche                | Visita oficial. Encontrou-se com o presidente Mauricio Macri. Depositou uma coroa de flores na Catedral Metropolitana de Buenos Aires. |
| Barack Obama          | 18–20 de novembro de 2016               | Peru             | Lima                                   | Participou da Reunião de Cúpula da APEC. |
| Donald Trump          | 29 de novembro – 1º de dezembro de 2018 | Argentina        | Buenos Aires                           | Participou da cúpula do G20. |
| Joe Biden             | 14–17 de novembro de 2024               | Peru             | Lima                                   | Participou da Reunião de Cúpula da APEC. |
| Joe Biden             | 17–19 de novembro de 2024               | Brasil           | Rio de Janeiro, Manaus                 | Participou da cúpula do G20. Foi a primeira vez que um presidente americano em exercício visitou a Amazônia. |

## Viagens de ex-presidentes

### Theodore Roosevelt
Theodore Roosevelt, junto com Cândido Rondon, explorou o "Rio da Dúvida" de 1.600 quimômetros de extensão (mais tarde renomeado rio Roosevelt), localizado em uma área remota da bacia do rio Amazonas em 1913–14. Patrocinados em parte pelo Museu Americano de História Natural, eles também coletaram muitos novos espécimes de animais e insetos.

### Jimmy Carter
Jimmy Carter, juntamente com a equipe do Carter Center, se encontrou com o governador de São Paulo, José Serra, e o ex-presidente Fernando Henrique Cardoso; recebeu prêmio especial de direitos humanos; e se encontrou com uma mesa redonda de líderes empresariais e financeiros proeminentes em São Paulo. Também se encontrou com o Luiz Inácio Lula da Silva, o ministro das Relações Exteriores Celso Amorim, e outros líderes brasileiros em Brasília, de 3 a 4 de maio de 2009.